# Hoplitis unispina
Hoplitis unispina är en biart som först beskrevs av Johann Dietrich Alfken 1935.  Hoplitis unispina ingår i släktet gnagbin, och familjen buksamlarbin. Inga underarter finns listade i Catalogue of Life.